# Museo nazionale del Brasile
Il Museo Nazionale del Brasile (nome originale in portoghese: Museu Nacional) era un'istituzione autonoma, parte del Forum di Scienza e Cultura dell'Università Federale di Rio de Janeiro, collegato al Ministero della Pubblica Istruzione. Venne fondato dal re Giovanni VI del Portogallo, del Brasile e dell'Algarve il 6 giugno 1818 per promuovere il progresso culturale ed economico del Paese. Era situato nell'ex-residenza della famiglia imperiale brasiliana, il Palazzo di San Cristoforo (Paço de São Cristóvão), nel Parco di Boa Vista (Quinta da Boa Vista) del quartiere di São Cristóvão.
Il Museo ospitava una grande serie di collezioni, delle quali spiccavano certamente quella egizia, la più grande in America Latina, e quella greco-romana con reperti provenienti principalmente dagli scavi di Ercolano e Pompei. La collezione comprendeva anche quelle di paleontologia e antropologia, in quest'ultima in particolare spiccava il più antico fossile umano mai trovato in Brasile, chiamato "Luzia". Ancora, ad arricchire il Museo vi era la grande collezione di etnologia, nella quale erano esposti reperti e manufatti che mostravano la ricchezza delle culture indigene, della cultura afro-brasiliana e delle culture del Pacifico. Infine vi erano collezioni di zoologia, mineralogia e meteoriti.
Nella notte tra il 2 e il 3 settembre 2018 un grande incendio devastò il Museo, distruggendo l'edificio e la quasi totalità delle collezioni raccolte nei suoi 200 anni di storia.

## Storia
Il Museo Nazionale venne ufficialmente istituito dal re Giovanni VI del Portogallo, Brasile e Algarve nel 1818 con il nome di "Museo Reale", in un'iniziativa per stimolare la ricerca scientifica nel Brasile, all'epoca colonia portoghese. Inizialmente il Museo ospitava esemplari botanici e animali, principalmente ornitologiche, cosa che portò il vecchio edificio ad essere conosciuto dalla popolazione come la "Casa degli Uccelli".
Dopo il matrimonio del figlio di Giovanni VI, Pietro I, imperatore del Brasile, con l'arciduchessa Maria Leopoldina d'Asburgo-Lorena, il Museo attirò un gran numero di naturalisti europei come Maximilian zu Wied-Neuwied, Johann Baptist von Spix e Carl Friedrich Philipp von Martius. Altri ricercatori ed esploratori del Brasile, come Auguste de Saint-Hilaire e il barone Georg Heinrich von Langsdorff, contribuirono ad accrescere le collezioni del Museo.
Alla fine del XIX secolo, secondo le preferenze personali dell'imperatore Pietro II del Brasile, il Museo Nazionale iniziò a investire nelle aree dell'antropologia, paleontologia e archeologia. Lo stesso Imperatore, dilettante appassionato di scienza, contribuì ad arricchire le collezioni di reperti dell'antico Egitto, di fossili botanici, ecc. che egli aveva acquisito nel corso dei suoi molteplici viaggi all'estero. Così il Museo si modernizzò e divenne la più importante istituzione di storia naturale e delle scienze umane nell'America meridionale.
Pietro II, inoltre, per arricchire ulteriormente il Museo, vista la scarsità di studiosi brasiliani, invitò scienziati stranieri a dare la loro opera al Museo. Il primo a giungere al Museo fu Ludwig Riedel, un botanico tedesco che aveva partecipato alla spedizione esplorativa del Barone von Langsdorff nel Mato Grosso dal 1826 al 1828. Altri scienziati sopraggiunsero per lavorare per il Museo come il chimico tedesco Theodor Peckolt e il geologo e paleontologo americano Charles Frederick Hartt. Col passare degli anni il Museo acquistò autorevolezza e fama attirando a sé numerosi studiosi e ricercatori stranieri come Fritz Müller, Hermann von Ihering, Carl August Wilhelm Schwacke, Orville Adalbert Derby, Emilio Augusto Goeldi, Louis Couty e altri.
Quando l'Imperatore fu detronizzato da un colpo di Stato militare nel 1889 i ribelli cercarono di cancellare ogni traccia del periodo imperiale. Il Palazzo di São Cristóvão, residenza ufficiale dell'Imperatore, fu usato per trasferirvi dal 1892 tutte le collezioni del Museo. Nel 1946 la direzione del Museo fu affidata all'Università del Brasile divenuta in seguito l'Università federale di Rio de Janeiro. Gli uffici e i laboratori di ricerca occupavano una buona parte del palazzo e altri edifici eretti negli orti botanici e nel parco. Vi si trovava una delle più grandi biblioteche di Rio di argomenti scientifici. Il Museo Nazionale organizzava anche dei corsi di studi superiori in antropologia, botanica, geologia, paleontologia e zoologia.
Il Palazzo che ospitava gran parte della collezione è andato distrutto in un incendio nella notte del 2 settembre 2018.

## Incendio del 2018

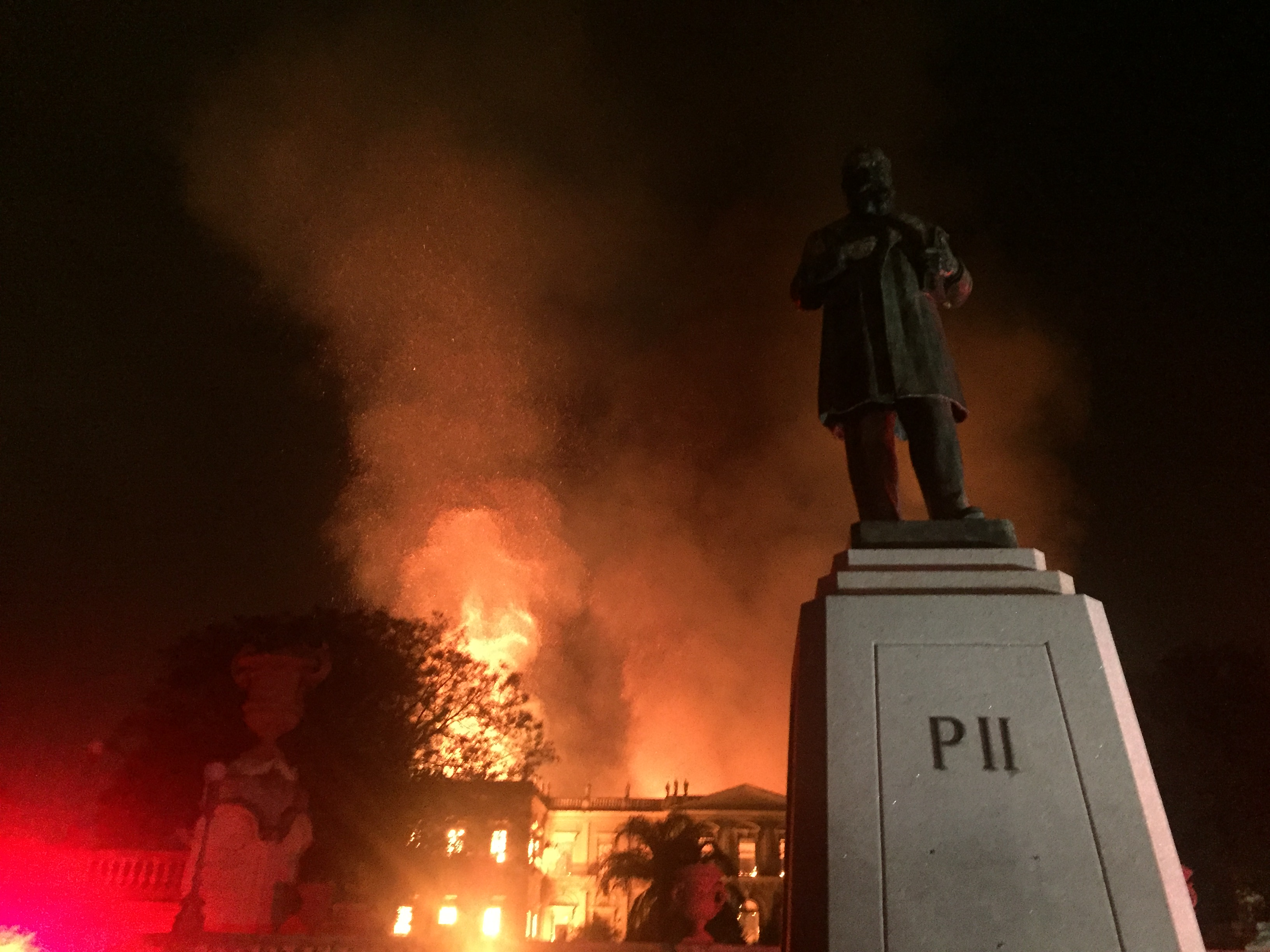
Paço de São Cristóvão, che ospita il museo, in fiamme dietro la statua dell'imperatore Pietro II del Brasile

Il Museo è stato gravemente danneggiato da un grande incendio scoppiato verso le 19:30, ora locale, del 2 settembre 2018 probabilmente causato da un guasto elettrico o da una lanterna volante che è accidentalmente atterrata sull'edificio (secondo quanto dichiarato dal Ministro della Cultura brasiliano, Sérgio Sá Leitão).
I primi soccorsi sono stati ostacolati dalla mancanza di acqua. Il capo dei pompieri di Rio ha affermato che due idranti vicini avevano acqua insufficiente, lasciando ai vigili del fuoco il compito di ricorrere al pompaggio dell'acqua da un lago vicino. Secondo un dipendente della CEDAE ("Companhia Estadual de Águas e Esgotos do Rio de Janeiro": Compagnia dell'acqua e delle acque reflue dello Stato di Rio de Janeiro), anche se gli idranti avevano acqua sufficiente, la pressione dell'acqua era molto bassa, a causa del fatto che l'edificio si trova in cima a una collina. Michel Temer, presidente del Brasile, ha sostenuto che il danno causato dal fuoco aveva superato ogni previsione.
Una zona edificabile di 13600 m² con 122 stanze è andata distrutta. Secondo i funzionari del museo, circa il 92,5% della collezione è andato distrutto.

### Danni alla collezione
Già dal 2 settembre iniziarono a circolare notizie sui manufatti che erano contenuti nell'edificio, tra questi vi era un affresco romano di Pompei che era sopravvissuto all'eruzione del Vesuvio, ma che non ha avuto la stessa fortuna in questo incendio.
Si ritiene che la collezione relativa alle lingue indigene sia andata completamente distrutta, incluse le registrazioni effettuate dal 1958, i canti in tutte le lingue estinte, gli archivi di Curt Nimuendajú (documenti, foto, negativi, la mappa etnico-storico-linguistica originale che localizzava tutti i gruppi etnici in Brasile, l'unico registro esistente dal 1945), e i riferimenti etnologici e archeologici di tutti i gruppi etnici in Brasile dal XVI secolo.
L'incendio ha distrutto la collezione di migliaia di manufatti indigeni provenienti dalla cultura indo-americana precolombiana del Paese. I manufatti includevano molti resti di indigeni e reliquie ammassate nella collezione personale di Pedro II. Questa collezione comprendeva anche oggetti provenienti da tribù native attuali, tra cui la "sorprendente arte delle piume del popolo Karajá". Del popolo Karajá sono rimasti solo circa 3000 individui.

### Collezione superstite
Nei giorni successivi all'incendio, i vigili del fuoco hanno recuperato diversi ritratti dal piano superiore del Museo, che erano stati Bruciati e danneggiati da fumo e acqua ma non distrutti. Cristiana Serejo, vice-direttore del Museo, ha anche affermato che «parte della collezione zoologica, la biblioteca e alcune ceramiche» erano sopravvissute.
Altri manufatti sono fortunatamente sopravvissuti al fuoco. Ad esempio, il meteorite Bendegó della collezione di meteoriti del Museo, che è il più grande meteorite ferroso mai trovato in Brasile, ne è uscito illeso. Secondo la National Geographic Society, essere "una grande roccia metallica" è ciò che l'ha salvata dai danni, poiché queste qualità la rendono resistente al fuoco. Da immagini e video di salvataggio dopo l'incendio, almeno altri tre meteoriti sono sopravvissuti intatti. Un altro meteorite chiamato Angra dos Reis è stato riscoperto tra i detriti.
Il 19 ottobre 2018 è stato annunciato il ritrovamento dell'80% dei frammenti del cranio di Luzia, in particolare la parte frontale insieme ad un frammento del femore.
Una parte della collezione del Museo, in particolare l'erbario e le specie di pesci e rettili, era ospitata altrove e non ne è stata influenzata dall'incendio.

## Collezioni (prima del 2018)

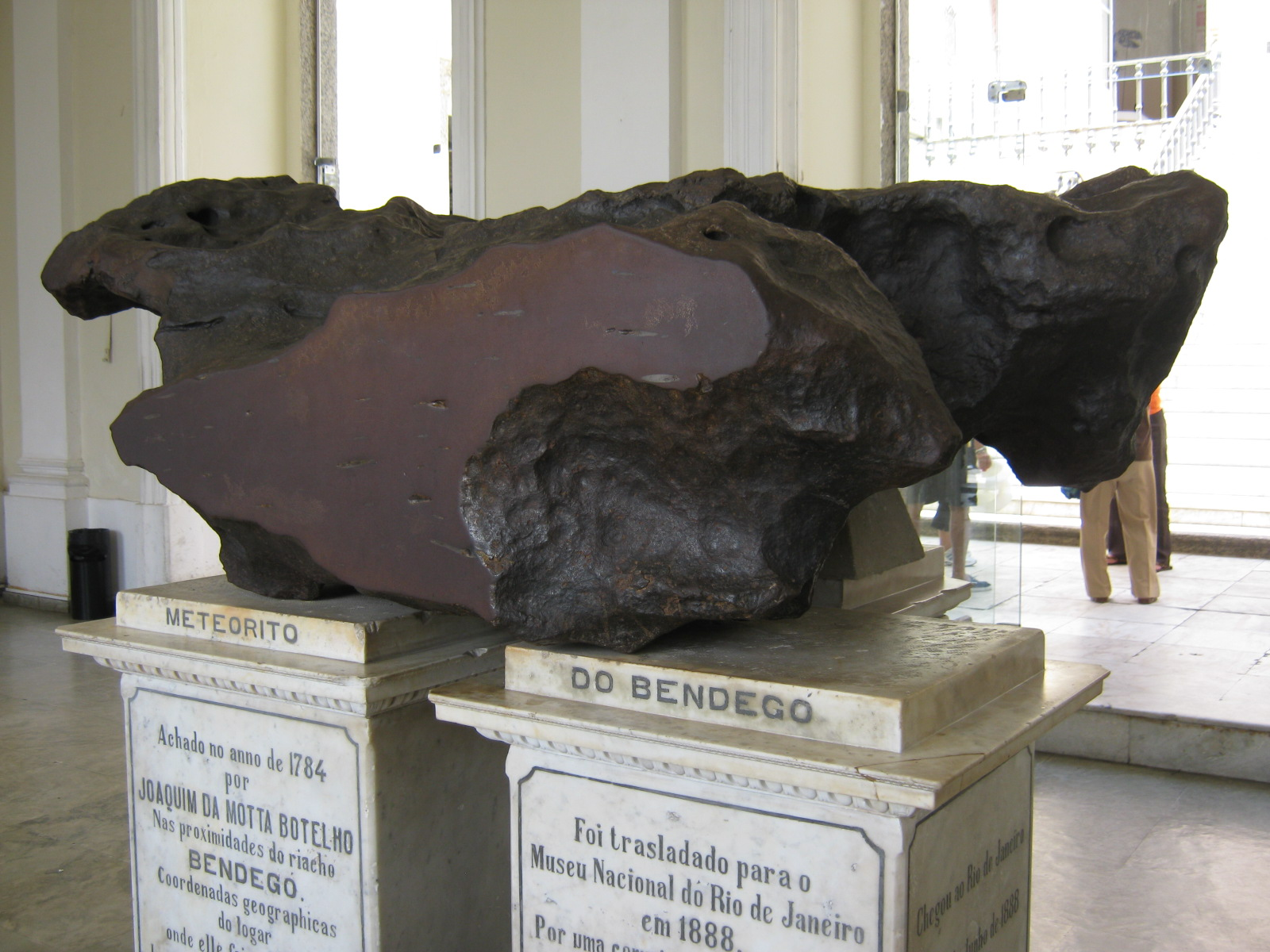
Il meteorite Bendegó, salvatosi dall'incendio.

Il Museo ospitava una delle più grandi collezioni delle Americhe, prima dell'incendio, costituito da animali, insetti, minerali, collezioni di manufatti indigeni, mummie egiziane e reperti archeologici sudamericani, meteoriti, fossili e molti altri reperti.

### Archeologia
La collezione di archeologia del Museo Nazionale comprendeva oltre 100.000 oggetti, che coprivano diverse civiltà che vivevano nelle Americhe, in Europa, in Africa e in Medio Oriente, dal Paleolitico fino al XIX secolo. La collezione era suddivisa in quattro segmenti principali: Antico Egitto, culture mediterranee, archeologia precolombiana e Brasile precolombiano - l'ultimo nucleo, raccolto sistematicamente dal 1867, era il più grande segmento della collezione archeologica ed era la collezione più importante della sua tipologia nel Mondo, coprendo la storia del Brasile in modo molto completo. Era, quindi, una collezione di notevole valore scientifico, e oggetto di numerose opere di ricerca, tesi, dissertazioni e monografie.

#### Antico Egitto
Con oltre 700 manufatti, la collezione di archeologia egiziana del Museo Nazionale era una delle più grandi dell'America Latina e una delle più antiche delle Americhe. La maggior parte degli oggetti entrò nella collezione del Museo nel 1826, quando il commerciante Nicolau Fiengo portò da Marsiglia una collezione di antichità egiziane appartenute al famoso esploratore italiano Giovanni Battista Belzoni, che venne incaricato di scavare la necropoli di Tebe (oggi Luxor) e il Tempio di Karnak.
Questa collezione aveva l'Argentina come destinazione iniziale, e probabilmente venne ordinata dal presidente di quel paese, Bernardino Rivadavia, creatore dell'Università di Buenos Aires e noto appassionato di musei. Tuttavia, un blocco navale sul Río de la Plata avrebbe impedito a Fiengo di completare il suo viaggio, costringendolo a tornare da Montevideo a Rio de Janeiro, dove i manufatti vennero messi all'asta. L'imperatore Pietro I acquistò l'intera collezione per 5.000.000 di vecchi real e successivamente la donò al Museo Nazionale. È stato ipotizzato che l'azione di Pietro I venne influenzata da José Bonifácio de Andrada e Silva, un importante membro della Massoneria brasiliana, forse guidato dall'interesse che l'organizzazione aveva per l'iconografia egiziana.
La collezione iniziata da Pietro I venne ampliata da suo figlio, l'imperatore Pietro II, egittologo dilettante e noto collezionista di reperti archeologici ed etnografici. Una delle aggiunte più importanti alla collezione egiziana del Museo Nazionale fatta da Pietro II era il sarcofago in legno policromo del cantore di Amon, Sha-Amun-en-su, del tardo Egitto, offerto all'Imperatore come dono durante il suo secondo viaggio in Egitto, nel 1876, dal chedivè Isma'il Pascià. Il sarcofago si distingueva per la sua rarità, poiché era uno dei pochi esempi di sarcofagi mai stati aperti, conservando ancora la mummia del cantore al suo interno. La collezione si arricchì attraverso altre acquisizioni e donazioni, diventando, all'inizio del XX secolo, sufficientemente rilevante per attirare l'attenzione di ricercatori e egittologi internazionali, come Alberto Childe, che servì come conservatore del Dipartimento di Archeologia del Museo tra il 1912 e il 1938, e fu anche responsabile della pubblicazione della Guida delle Collezioni di Archeologia Classica del Museo Nazionale, nel 1919.

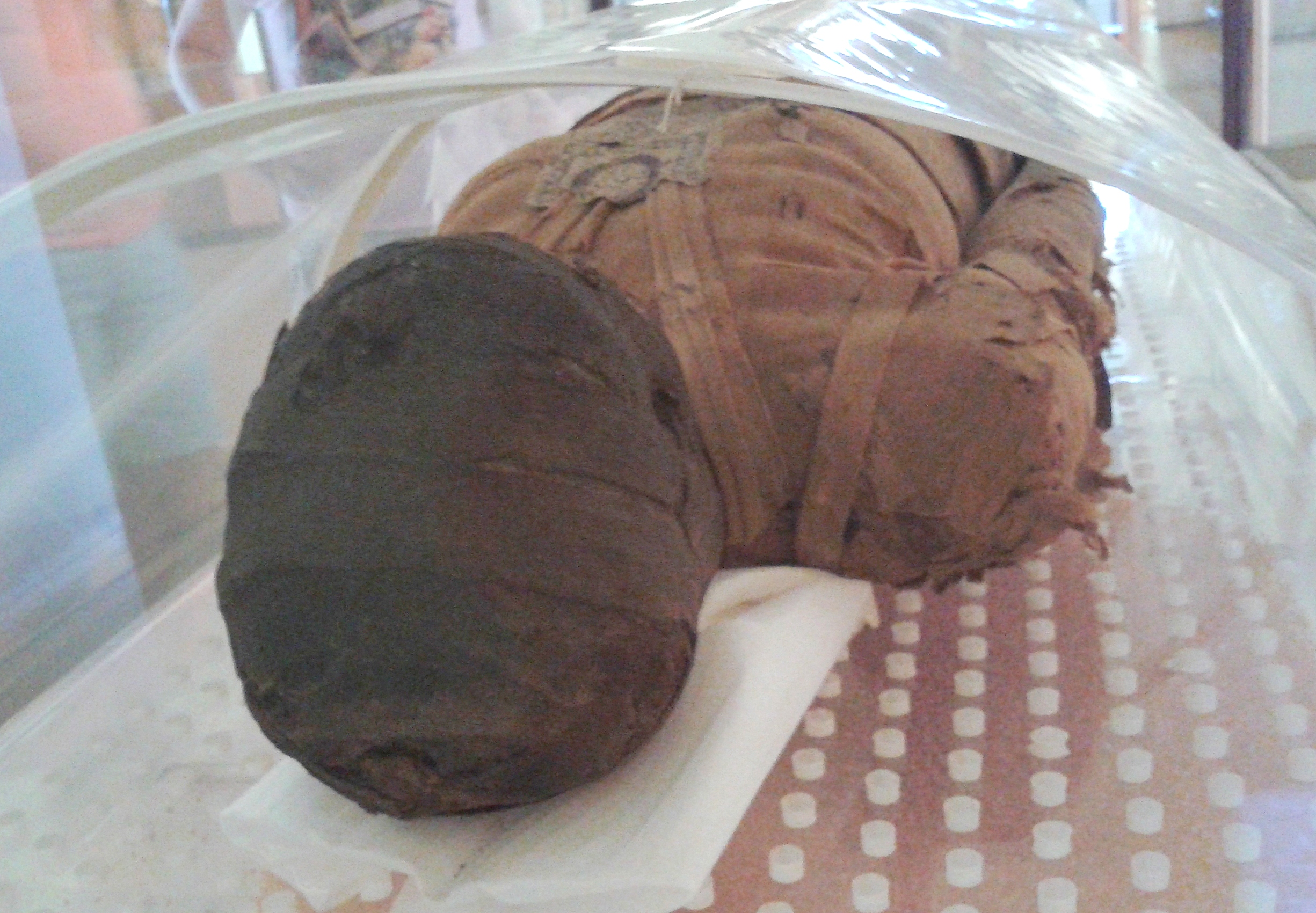
Mummia di una donna, detta "Principessa Kherima".

Oltre al sarcofago di Sha-Amun-en-su, il Museo possedeva altri tre sarcofagi, del Terzo Periodo Intermedio e del tardo Egitto, appartenenti a tre sacerdoti di Amon: Hori, Pestjef e Harsiese. Il Museo conservava anche sei mummie umane (quattro adulti e due bambini), nonché un certo numero di mummie e sarcofagi di animali (gatti, ibis, pesci e coccodrilli). Tra quelli umani, in particolare si distingue la mummia di una donna dell'Egitto di età romana, che è considerata estremamente rara per la tecnica preparatoria utilizzata, di cui ne sono noti solo otto esempi simili in tutto il Mondo. Chiamata "Principessa del Sole" o "Principessa Kherima", la mummia aveva le membra e le dita delle mani e dei piedi singolarmente fasciate e riccamente decorate, con fasce dipinte. La "Principessa Kherima" era uno degli oggetti più noti della collezione del Museo Nazionale, essendo anche legata a resoconti di esperienze parapsicologiche e trance collettive, che presumibilmente si sono verificati negli anni '60. "Kherima" ha anche ispirato la storia d'amore Il Segreto della Mummia di Everton Ralph.

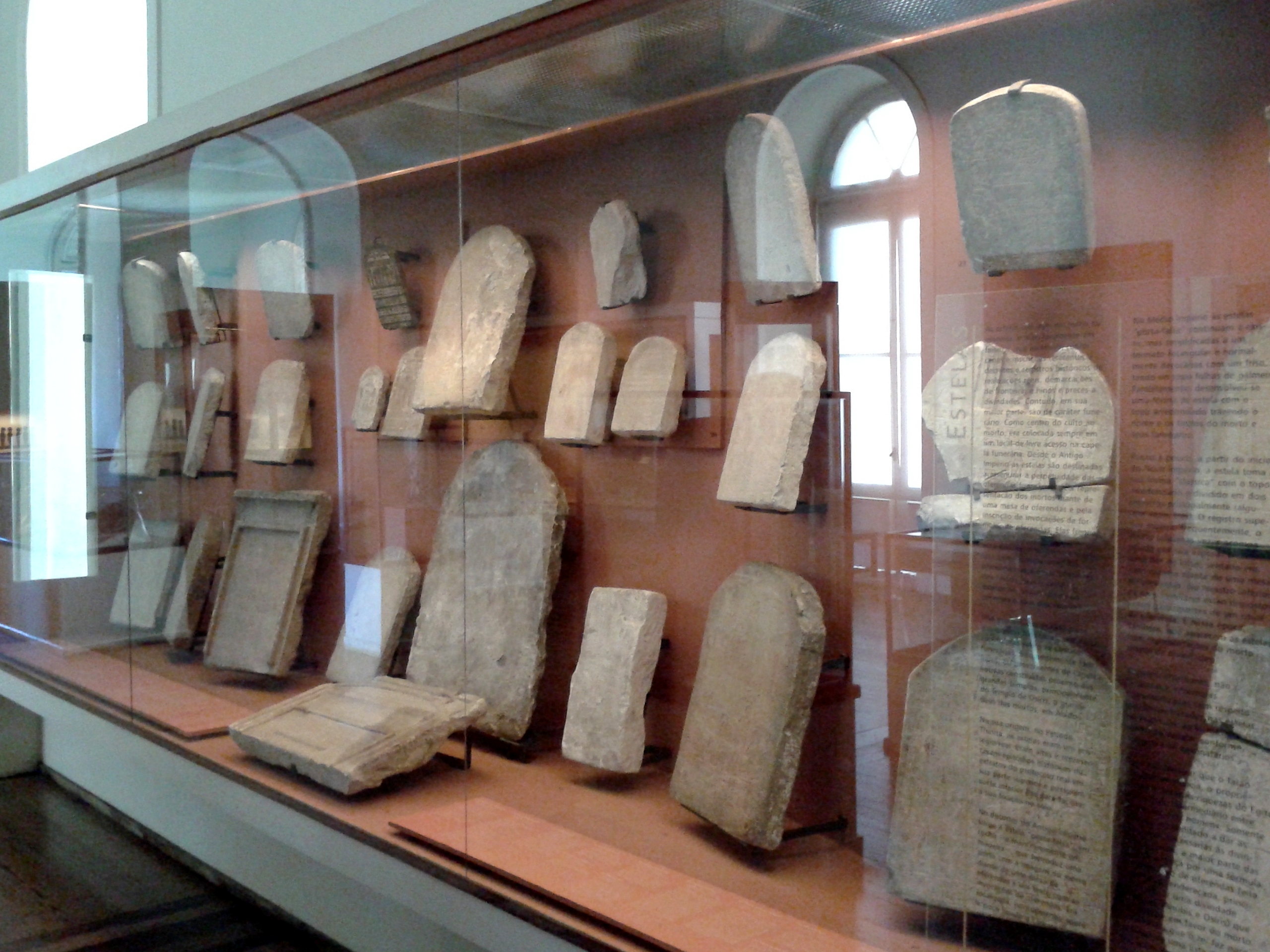
Collezione di stele dall'antico Egitto.

La collezione di stele votive e funerarie era composta da dozzine di pezzi datati, nella loro maggioranza, tra il Periodo Intermedio e la Tarda Era. Spiccavano le stele di Raia e Haunefer, incise con titoli di origini semitiche presenti nella Bibbia e nelle tavolette di Mari, nonché una stele incompiuta, attribuita all'imperatore romano Tiberio. Il Museo aveva anche una vasta collezione di ushabti, ovvero delle statuette raffiguranti servitori funebri, tra cui un gruppo di pezzi appartenuti al faraone Seti I, provenienti dalla sua tomba nella Valle dei Re. I rari manufatti includevano una statua in calcare di una giovane donna, datata del Nuovo Regno, che portava un vaso di unguento conico sulla cima della sua testa - un'iconografia che si trova quasi esclusivamente in dipinti e rilievi. La collezione comprendeva anche frammenti di rilievi, maschere, statue di divinità in bronzo, pietra e legno, vasi canopi, ciotole di alabastro, coni funerari, gioielli, amuleti, ecc.

#### Civiltà mediterranee

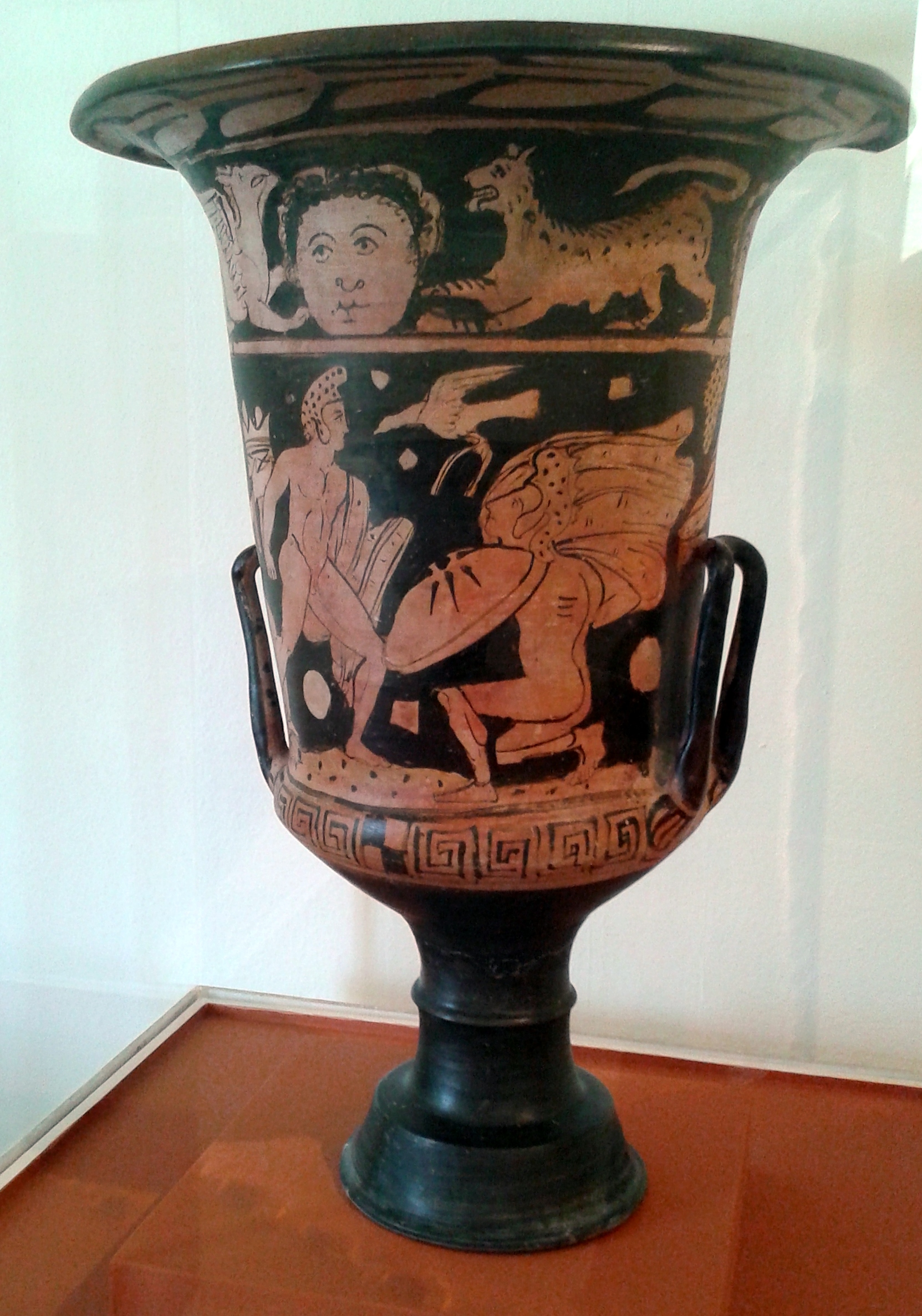
Cratere a figure rosse proveniente dal Sud Italia.

La collezione di archeologia classica del Museo Nazionale contava circa 750 pezzi e consisteva principalmente di oggetti greci, romani, etruschi e italioti. Era la più grande collezione del suo genere in America Latina. La maggior parte degli oggetti apparteneva in precedenza alla collezione greco-romana dell'imperatrice Teresa Cristina di Borbone-Due Sicilie, che era stata interessata all'archeologia fin dalla sua giovinezza. Quando l'Imperatrice sbarcò a Rio de Janeiro nel 1843, subito dopo il suo matrimonio per procura con l'imperatore Pietro II, portò con sé un insieme di antichità rinvenute durante gli scavi di Ercolano e Pompei, le antiche città romane distrutte dall'eruzione del Vesuvio del 79. Parte di questa collezione era in precedenza appartenuta anche a Carolina Bonaparte, sorella di Napoleone Bonaparte e regina consorte del re di Napoli, Gioacchino Murat.
A sua volta, Ferdinando II delle Due Sicilie, fratello dell'imperatrice Teresa Cristina, aveva ordinato di riprendere gli scavi di Ercolano e Pompei, iniziati nel XVIII secolo. Gli oggetti recuperati furono inviati al Museo Reale Borbonico (oggi Museo Archeologico Nazionale) di Napoli. Con l'obiettivo di aumentare il numero di manufatti classici in Brasile in vista della futura creazione di un museo di archeologia greco-romana nel Paese, l'Imperatrice stabilì scambi formali con il Regno di Napoli. Richiese la spedizione di oggetti greco-romani a Rio de Janeiro, mentre inviava manufatti di origine indigena brasiliana in Italia. L'Imperatrice inoltre finanziò personalmente gli scavi a Veio, un sito archeologico etrusco situato a 15 km a nord di Roma, consentendo così a una grande parte degli oggetti trovati lì di essere portati in Brasile. Gran parte di questi reperti fu raccolta tra il 1853 e il 1859, ma Teresa Cristina continuò ad arricchire la collezione fino alla caduta dell'Impero del Brasile nel 1889, quando venne proclamata la Repubblica e l'Imperatrice dovette lasciare per sempre il Paese con tutta la famiglia reale.

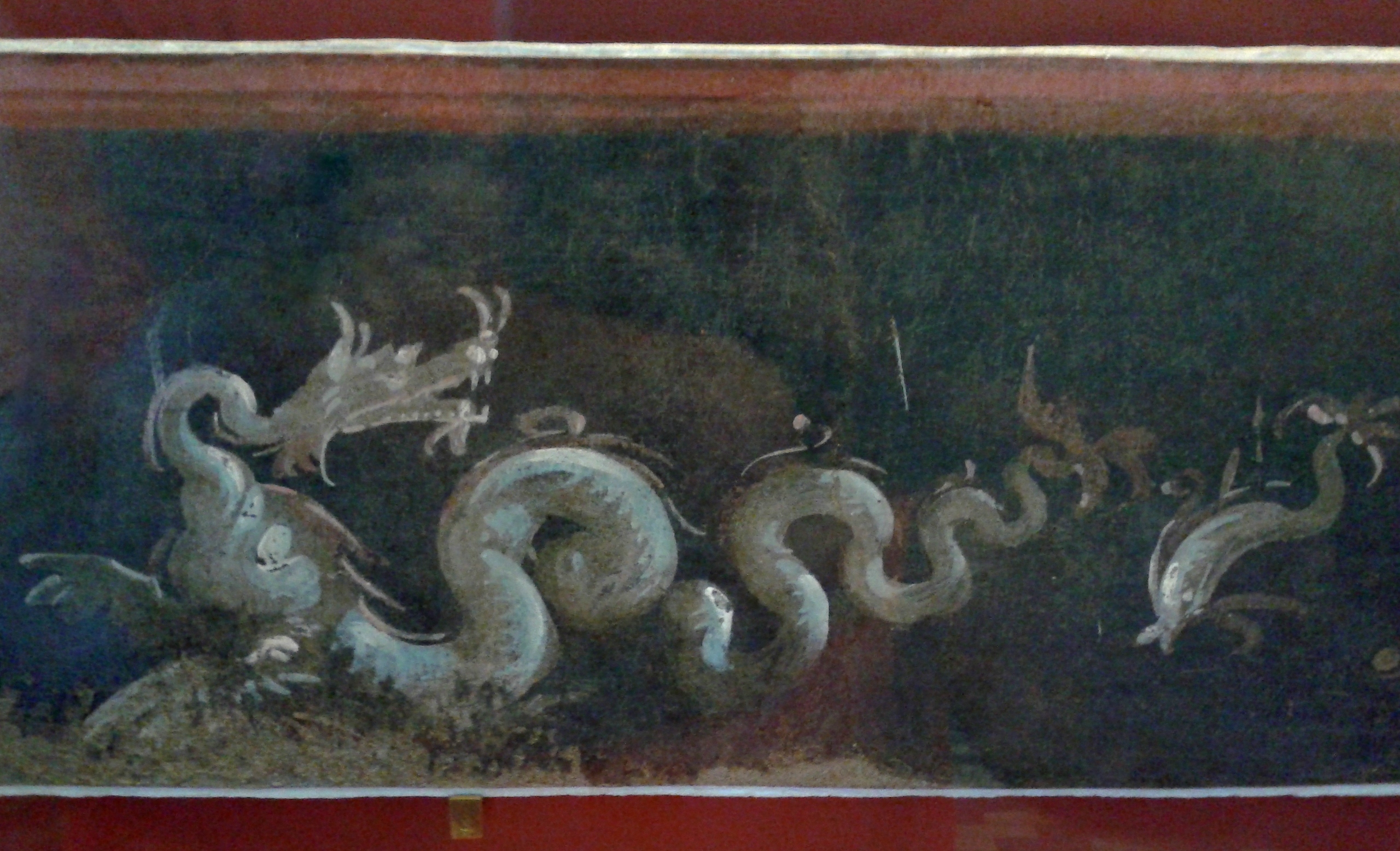
Affresco con drago marino proveniente dal Tempio di Iside, Pompei, Italia.

Tra i reperti di spicco della collezione c'erano una serie di quattro affreschi provenienti da Pompei, realizzati intorno al I secolo. Due di questi erano decorati con motivi marini, raffiguranti rispettivamente un drago marino e un cavalluccio marino, e in antichità adornavano alcune pareti del Tempio di Iside. Gli altri due affreschi erano decorati con rappresentazioni di piante, uccelli e paesaggi, stilisticamente vicini alle pitture di Ercolano e Stabia. Il Museo ospitava anche un gran numero di reperti pompeiani della vita quotidiana degli antichi cittadini romani: fibule, gioielli, specchi e altri pezzi della toilette romana, vasi di vetro e bronzo, amuleti fallici, lampade ad olio in terracotta, ecc..
La collezione di ceramiche comprendeva dozzine di reperti ed era nota per la sua diversificazione di provenienza, forme, decorazioni e utilizzi. Il Museo custodiva esempi di cratere, oinochoe, kantharoi, calici, kyathoi, tazze, hydriai, lekythoi, askoi e lekanidi. La collezione comprendeva anche le ceramiche etrusche di tipologia bucchero (VII-IV secolo a.C.), i vasi greci a figure nere (VII-V secolo a.C.), le ceramiche di Gnathia (IV secolo a.C.) e il vasto insieme di vasi italici a figure rosse, con ceramiche provenienti dalla Puglia, Campania, Lucania e, in generale, dalla Magna Grecia.
La collezione di sculture comprendeva un gran numero di figurine di Tanagra e un gruppo di statuette di bronzo etrusco, che rappresentavano guerrieri e figure femminili. La collezione di manufatti militari comprendeva pezzi integri o frammenti di elmi, mazze, foderi, lame, spille.

#### Civiltà pre-colombiane

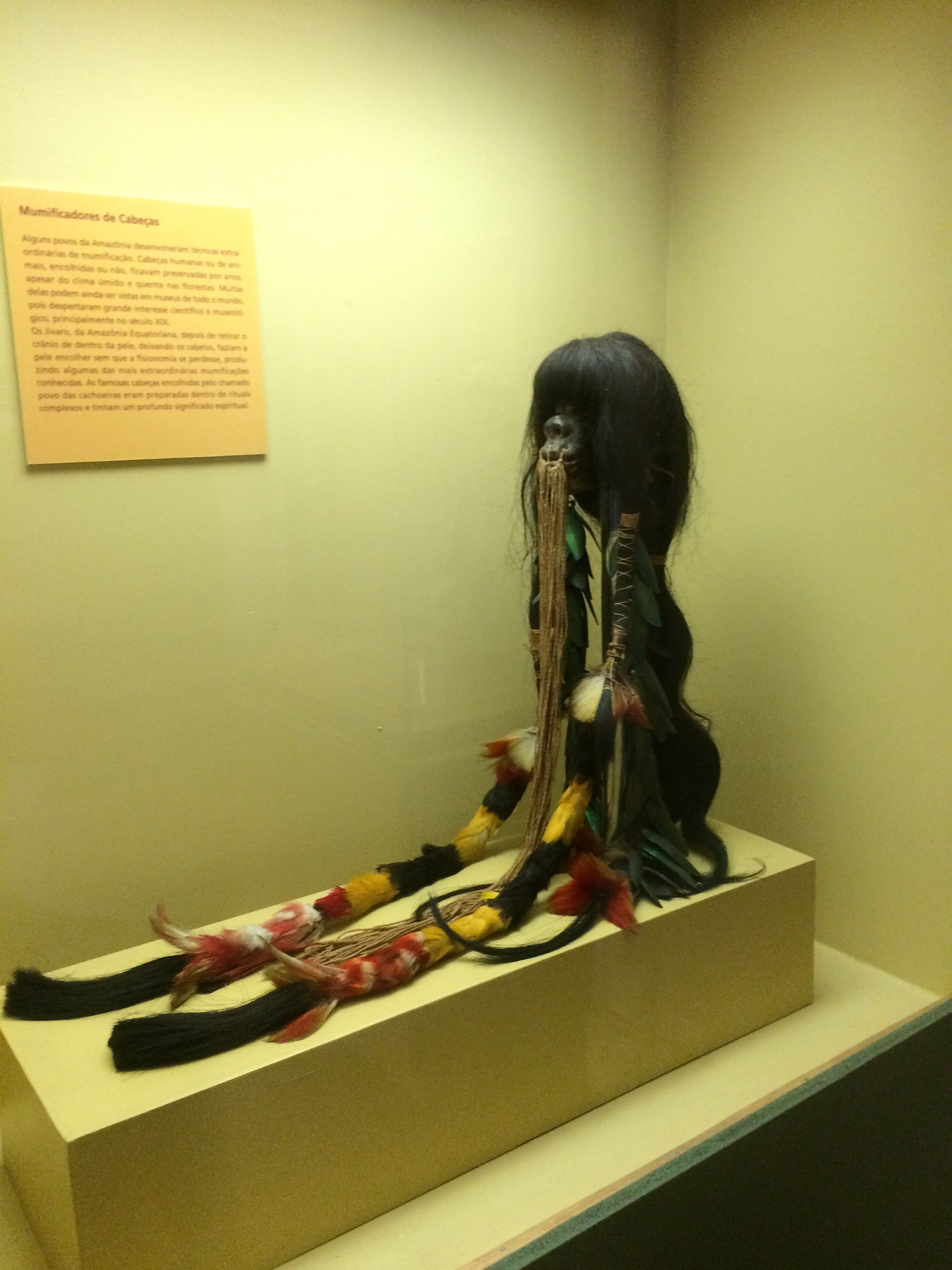
Testa rimpicciolita mummificata dal popolo Jivaro.

Il Museo Nazionale ospitava un importante gruppo di circa 1.800 manufatti realizzati dalle popolazioni indigene delle Americhe durante l'era pre-colombiana, come ad esempio le mummie delle Ande. Raccolta durante tutto il XIX secolo, la collezione era basata sulle proprietà della famiglia reale brasiliana, con diversi oggetti provenienti dalla collezione privata dell'imperatore Pietro II. Successivamente venne ampliato attraverso acquisizioni, donazioni, scambi e scavi. Verso la fine del XIX secolo, la collezione aveva già un notevole prestigio, essendo citata, in occasione dell'apertura dell'esposizione antropologica del 1889, come una delle più grandi collezioni di archeologia sudamericana.
La collezione comprendeva principalmente oggetti legati alla produzione tessile, alle piume, alla produzione di ceramica e ai vasi di pietra delle culture andine (del Perù, della Bolivia, del Cile e dell'Argentina) e, in misura minore, dei nativi dell'Amazzonia e delle culture mesoamericane (principalmente degli attuali Messico e Nicaragua). Diversi aspetti della vita quotidiana, dell'organizzazione sociale, della religiosità e dell'immaginario delle civiltà pre-colombiane erano affrontati nella raccolta, che spaziava dagli oggetti di uso quotidiano (abbigliamento, ornamenti per il corpo, armi) ai manufatti più raffinati (strumenti musicali, oggetti rituali, sculture e vasi).

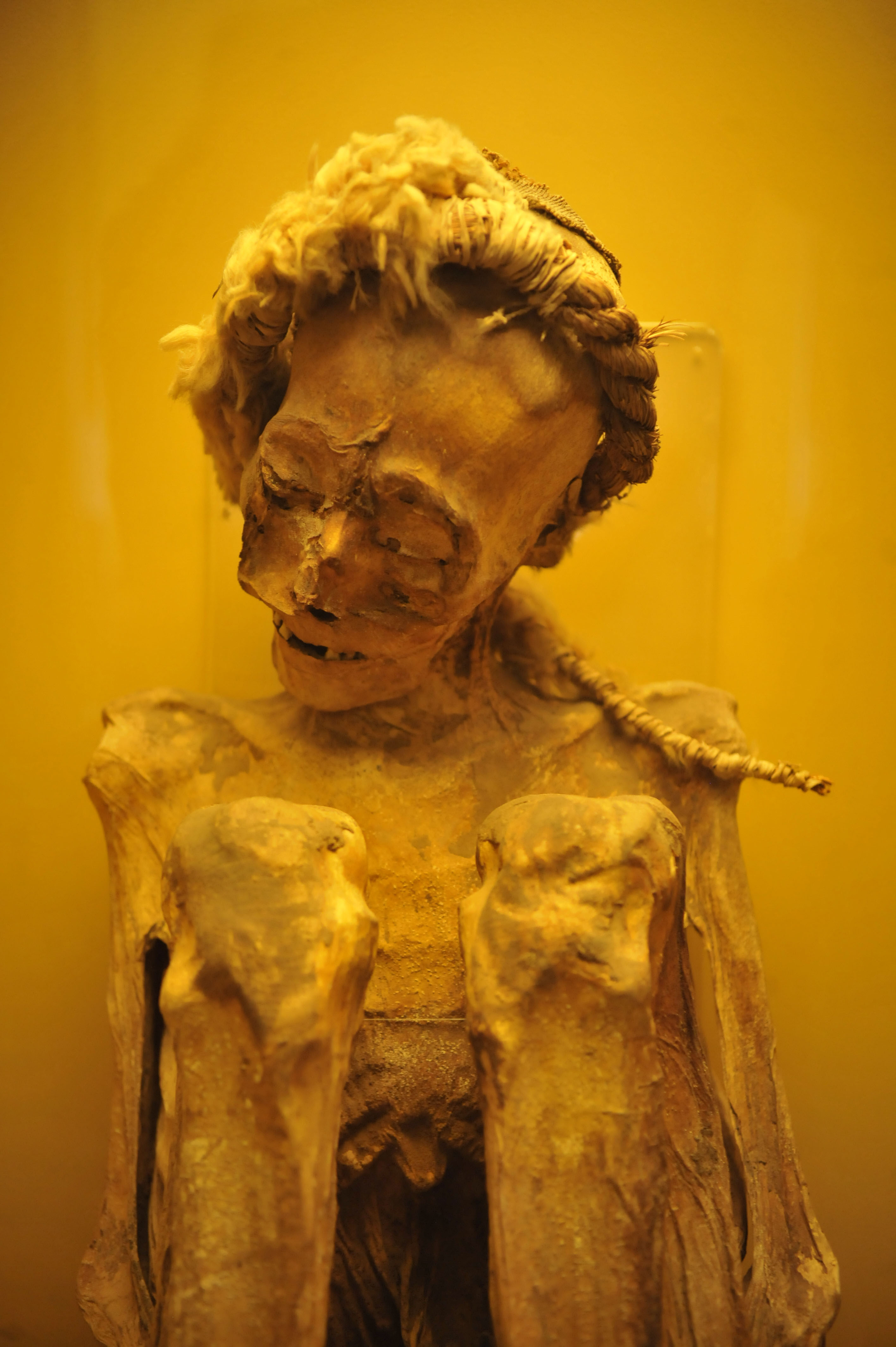
Mummia di un uomo atacamenho originario di Chiu Chiu.

La collezione di mummie andine del Museo Nazionale permetteva di dare uno sguardo alle pratiche funerarie delle culture della regione. Le mummie della collezione si formarono in modo naturale, come conseguenza del clima delle Ande, o artificialmente, come conseguenza di pratiche religiose e sacrificali. Era conservata nel Museo una mummia di un uomo originario di Chiu Chiu (nel Deserto di Atacama, nel nord del Cile), con un'età stimata di 3.400 a 4.700 anni, preservatasi in posizione seduta, con la testa appoggiata alle ginocchia e coperta da un berretto di lana. Questa era la posizione in cui dormivano le popolazioni di quelle zone. Era anche la posizione in cui questi popoli erano soliti seppellire i defunti. Una seconda mummia nella collezione - un uomo del popolo aymarà, trovato nei pressi del Lago Titicaca, tra il Perù e la Bolivia - era conservato nella stessa posizione, ma avvolto in fasce funebri. La collezione di mummie comprendeva anche quella di un ragazzo, donata dal governo cileno, esempio rappresentativo delle tecniche rituali di rimpicciolimento delle teste del popolo Jivaro.

#### Civiltà brasiliane
La collezione di archeologia brasiliana del Museo Nazionale, con oltre 90.000 oggetti, riuniva una vasta serie di manufatti realizzati dalle culture che fiorirono nel territorio brasiliano durante l'era pre-coloniale. Era considerata la più grande collezione nella sua tipologia in tutto il Mondo. Gradualmente assemblata fin dai primi anni del XIX secolo, la collezione iniziò ad essere sistematicamente raccolta dal 1867 e si era continuamente ampliata fino ai giorni nostri, attraverso scavi, acquisizioni e donazioni, servendo anche come base per un gran numero di progetti di ricerca. Era composto da oggetti provenienti da tutte le regioni del Brasile, stabilendo una cronologia che abbracciava più di 10.000 anni di storia delle civiltà native.
Dei più antichi abitanti del territorio brasiliano (orticoltori e gruppi di cacciatori-raccoglitori), il Museo conservava diversi manufatti in pietra (selce, quarzo e altri minerali) e ossa, come punte di freccia, asce di pietra levigata e altri strumenti usati per intagliare, raschiare, spaccare, triturare e perforare, oltre a manufatti di uso cerimoniale e ornamenti.
Nella sezione riguardante il popolo Sambaqui, cioè le comunità di pescatori che vivevano nella costa centro-meridionale del Brasile, il Museo Nazionale custodiva un gran numero di vestigia. Nella collezione venivano conservati due frammenti di Sambaquì, oltre a un gruppo di resti scheletrici umani rinvenuti in questi siti archeologici, oltre a diverse testimonianze culturali del popolo Sambaqui, comprendenti oggetti di uso quotidiano (vasi, scodelle, pestelli e mortai scolpiti nella pietra), cerimoniale e rituale (come statuette votive). Tra i punti salienti della collezione Sambaqui, vi era una grande serie di zooliti (sculture in pietra di uso votivo rappresentanti animali, come pesci e uccelli).
La collezione comprendeva diversi esempi di urne funerarie, sonagli, piatti, ciotole, vestiti, abiti, idoli e amuleti, con particolare attenzione agli oggetti in ceramica, prodotti da numerose culture del Brasile pre-coloniale.
Il Museo Nazionale conteneva i più antichi esempi conosciuti di mummie indigene del territorio brasiliano. La collezione consisteva in tre mummie: il corpo di una donna adulta di circa 25 anni e di due bambini, uno situato ai suoi piedi, con un'età stimata di dodici mesi, coinvolto in un fascio, e un neonato, anch'esso coperto da un mantello, posizionato dietro la testa della donna. Questo set mummificato era composto da individui che probabilmente appartenevano al gruppo Aimoré, del ramo Macro-Jê. Le mummie vennero trovate nella Caverna da Babilônia, una caverna situata nella città di Rio Novo, all'interno dello stato di Minas Gerais, in una fattoria appartenuta a Maria José de Santana, che donò le mummie all'imperatore Pietro II. Come atto di gratitudine per questo gesto di generosità, Pietro II assegnò a Maria José il titolo di "Baronessa di Santana".